# Emil Stammer
Max Emil Hugo Stammer (15. Juni 1858 in Potsdam – 30. Dezember 1926 in Berlin) war ein deutscher Opernsänger, Theater- und Stummfilmschauspieler.

## Leben
Stammer, Sohn des Lederhändlers Peter Christoph Stammer, sollte auf Wunsch seines Vaters Kaufmann werden. Da er diesem Wunsch jedoch ablehnend gegenüberstand, nahm er Gesangsunterricht beim königlichen Musikdirektor Thuiskon Hauptner und folgte dessen Rat, sich 1876 zuerst zum Schauspieler ausbilden zu lassen. Er war als solcher zehn Jahre lang an diversen Stadttheatern tätig, zuletzt in Riga, wo er sich entschloss, zur Oper überzugehen.
Das Stadttheater in Königsberg engagierte ihn zunächst als zweiten Bass bzw. Bariton, übertrug ihm aber bald auch die erste Bassstimme. Nach umjubelten Auftritten in St. Petersburg und Berlin engagierte ihn die Königliche Oper in Berlin 1890, der er bis 1901 treu blieb.
1919 schließlich kam er zum Film und spielte in über 20 Filmen mit.
Emil Stammer hinterließ wenige sehr seltene Schallplatten für Lyrophon (Berlin 1904), ein Titel auf Odeon erschien 1908 (Duett mit Juan Spiwak).

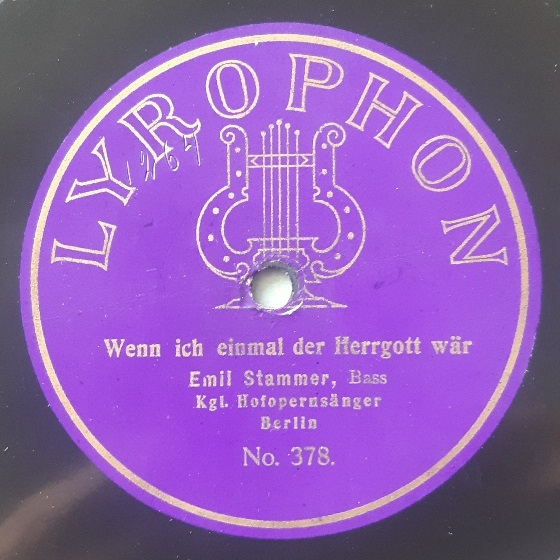
Schallplatte von 1904

## Filmografie
- 1919: Störtebeker
- 1919: Augen. Im Banne der Hypnose
- 1920: Das Fest der schwarzen Tulpe
- 1920: Das Skelett des Herrn Markutius
- 1920: Wer war es?
- 1920: Die Erbhose
- 1920: So ein Lausbub (Paulchen Semmelmann)
- 1920: Schwarzwaldmädel
- 1920: Die Tänzerin Barberina
- 1920: Die Welt des Scheins
- 1920: Schneider Wibbel
- 1921: Die goldene Pest
- 1921: Der vergiftete Strom
- 1921: Banditen
- 1922: Das Mädel aus der Hölle
- 1922: Jiu-Jitsu-Meisterin
- 1922: Die weisse Wüste
- 1922: Wildnis
- 1922: Marie Antoinette, das Leben einer Königin
- 1922: Du Mädel vom Rhein
- 1924: Das Mädel von Pontecuculi